# Васил Големански (администратор)
Васил Димитров Големански е председател на Комисията за финансов надзор.

## Биография
Васил Големански е роден на 30 септември 1968 година в Пловдив. През 1991 година завършва Пловдивския филиал на Технически университет – София със специалност „Инженер по електроника и автоматика“. През 2020 г. придобива и магистърска степен по международен бизнес в Югозападния университет „Неофит Рилски“ в Благоевград. След това работи в Българската фондова борса, от 2012 до 2025 година е изпълнителен директор на Централния депозитар.
На 27 март 2025 година е избран от парламента за председател на Комисията за финансов надзор с 6-годишен мандат с гласовете на поддържащите правителството на Росен Желязков групи – ГЕРБ – СДС, „ДПС – Ново начало“, „БСП – Обединена левица“ и ИТН. При избора си той обявява за свои приоритети прозрачността, активния диалог с поднадзорните лица, дигитализацията, стриктния надзор върху капиталовия, застрахователния и пенсионния пазар, както и не на последно място, плавния преход към Еврозоната и киберсигурността.